# The Rounder Girls
The Rounder Girls er en østrigsk popgruppe, som repræsenterede Østrig ved Eurovision Song Contest 2000, med sangen "All to you" som fik en 14. plads. 

## Medlemmer
- Tini Kainrath
- Kim Cooper
- Lynne Kieran